# Eero Markkanen
Eero Pekka Sakari Markkanen (født 3. juli 1991) er en finsk professionel fodboldspiller, der spiller som angriber for Finlands landshold og PSM Makassar i Liga 1. Han er søn af den tidligere basketballspiller Pekka Markkanen og den ældre bror til Chicago Bulls spiller Lauri Markkanen . 
Markkanen fik sin internationale debut for Finland i maj 2014, i en alder af 22 år og har siden haft over 15 landskampe, herunder seks optrædener i 2018 FIFA World Cup kvalifikationer.